# Кралицкий, Анатолий Фёдорович
Анатолий Кралицкий (11 февраля 1835 года, Чабины — 1 февраля 1894 года, Мукачево) — монах чина св. Василия Великого, церковный деятель, педагог, писатель и этнограф.

## Биография
Анатолий Кралицкий родился 11 февраля 1835 года в селе Чабины в семье дьяка-учителя в местной церкви. Учился в Ужгородской духовной семинарии и в богословской школе при униатском Мария-Повчанском монастыре, затем в Краснобродском монастыре. С 1858 года работал учителем, а с 1869 года и до конца жизни — игуменом Мукачевского Свято-Николаевского монастыря. Собрал большую библиотеку. Много книг подарил ему украинский учёный М. Драгоманов. Драгоманов посылал этнографические и фольклорные материалы и сборники «Малоруські народні пісні», «Малоруські народні перекази». Кралицкий переписывался с Яковом Головацким и Иваном Франко, который опубликовал некоторые записи Кралицкого в журнале «Життя і слово». Также Кралицкий поддерживал связи со многими деятелями науки и культуры, в том числе А. Будиловичем, Б. Дидицким, А. Дешко, Ф. Езберовим, А. Петровым, К. Сушкевичем, И. Срезневским, М. Ф. Раевским.

## Научная работа и творчество
Работы Анатолия Кралицкого печатались в различных изданиях Москвы, Санкт-Петербурга, Будапешта, Киева, Львова и Закарпатской Украины, в том числе в «Життя і слово», «Слово», «Церковная газета», «Свѣтъ» и в «Славянском сборнике». Также он написал книги «Князь Лаборец», «Пугачёв», «Наполеон в Москве», «Жизнь на Руси», «Пастор в долинах», «Не ходи, Грицю, на вечорниці!». В 1874 Кралицкий опубликовал отрывок из Мукачевской летописи 15-го столетия (сама летопись не найдена) и статью «Северо-Восточная Венгрия», в которой дал топографически-географическое описание всех закарпатских комитатов с характеристикой городов и сел, национального состава их жителей и т. п.